# Enrique Cáceres

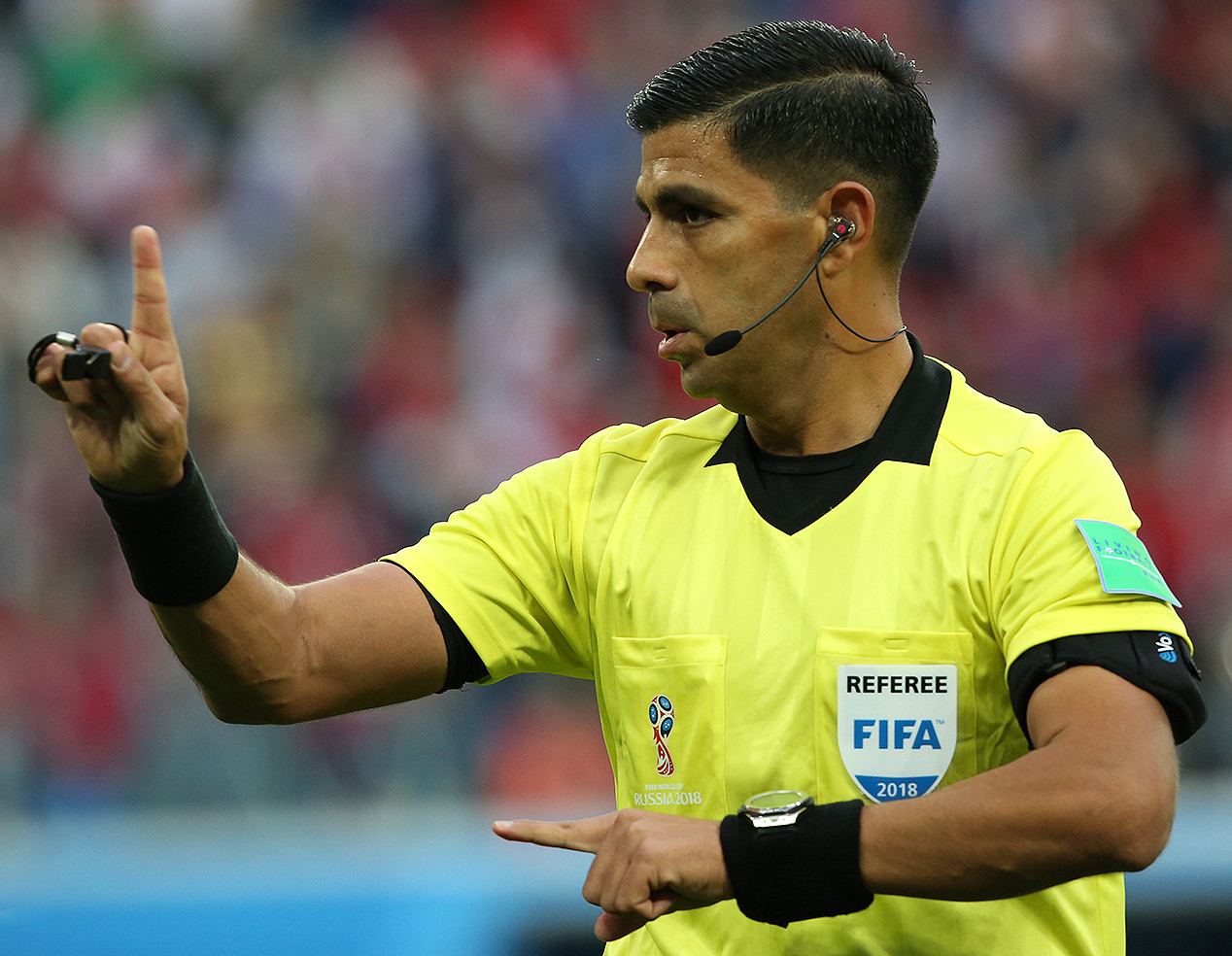
Cáceres bei der WM 2018

Enrique Patricio Cáceres Villafañe (* 20. März 1974) ist ein ehemaliger paraguayischer Fußballschiedsrichter.
Cáceres leitete ab 2010 internationale Partien. Er wurde bei der Copa Libertadores und der FIFA Klub-WM eingesetzt. Zudem war er Video-Assistent beim Konföderationen-Pokal 2017 in Russland. Bei der Weltmeisterschaft 2018 leitete er zwei Spiele in der Gruppenphase.
Cáceres ist Mitglied der FIFA-Schiedsrichterkommission.

## Einsätze bei der Fußball-Weltmeisterschaft 2018
| Phase        | Datum         | Spielort         | Heimmannschaft | Gastmannschaft | Ergebnis  |
| ------------ | ------------- | ---------------- | -------------- | -------------- | --------- |
| Gruppenphase | 19. Juni 2018 | Sankt Petersburg | Russland       | Ägypten        | 3:1 (0:0) |
| Gruppenphase | 25. Juni 2018 | Saransk          | Iran           | Portugal       | 1:1 (0:1) |